# Agricultura intensiva de la província d'Almeria

Localització de la província d'Almeria.

L'agricultura intensiva de la província d'Almeria, (Andalusia, Espanya), és un model d'explotació agrícola d'alt rendiment tècnic i econòmic basat en l'ocupació racional de l'aigua, el sorrejat, l'ús d'hivernacles de plàstic, elevada capacitació tècnica i alt nivell d'ocupació de inputs, sobre les característiques peculiars del medi.
Els productes més representatius són: tomàquet, pebrot, albergínia, carbassó, meló, síndria o cogombre; roses, crisantems, clavells, per a flor tallada, i plantes ornamentals.

## Història

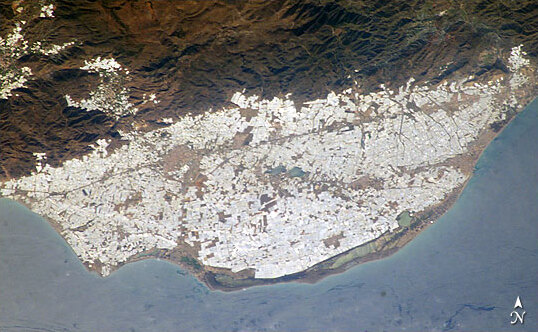
Imatge de satèl·lit del Camp de Dalías i el seu "mar de plàstic" format per hivernacles.

El 1957 van començar a emprar modernes bombes de gran capacitat. El Ministeri d'Agricultura va posar en marxa projectes d'irrigació en aquesta zona i l'ús de arenats que neutralitzen els efectes de la sal de l'aigua evitant que arribi fins a les arrels de les plantes i mantenen la humitat del sòl i la calor més temps, el que accelera el seu creixement.
El primer hivernacle es va construir el 1963 i la tècnica es va estendre pel Campo de Dalías o Poniente Almeriense i posteriorment pel Campo de Níjar, en el llevant. L'ús del polietilè com a substitut del vidre ja havia estat provat en les Illes Canàries ia Catalunya amb anterioritat. El plàstic era estès sobre pals de fusta o estructures metàl·liques i subjecte per mitjà de filferro. El plàstic transparent intensifica la calor i manté la humitat. Això permet recollir collites un mes abans que en camp obert i més anticipació que en altres regions, iniciant recol·leccions al desembre i permetent el creixement vegetal de les sembres de tardor-hivern fins al març, duplicant i a vegades triplicant el nombre de collites.

### Evolució comercial

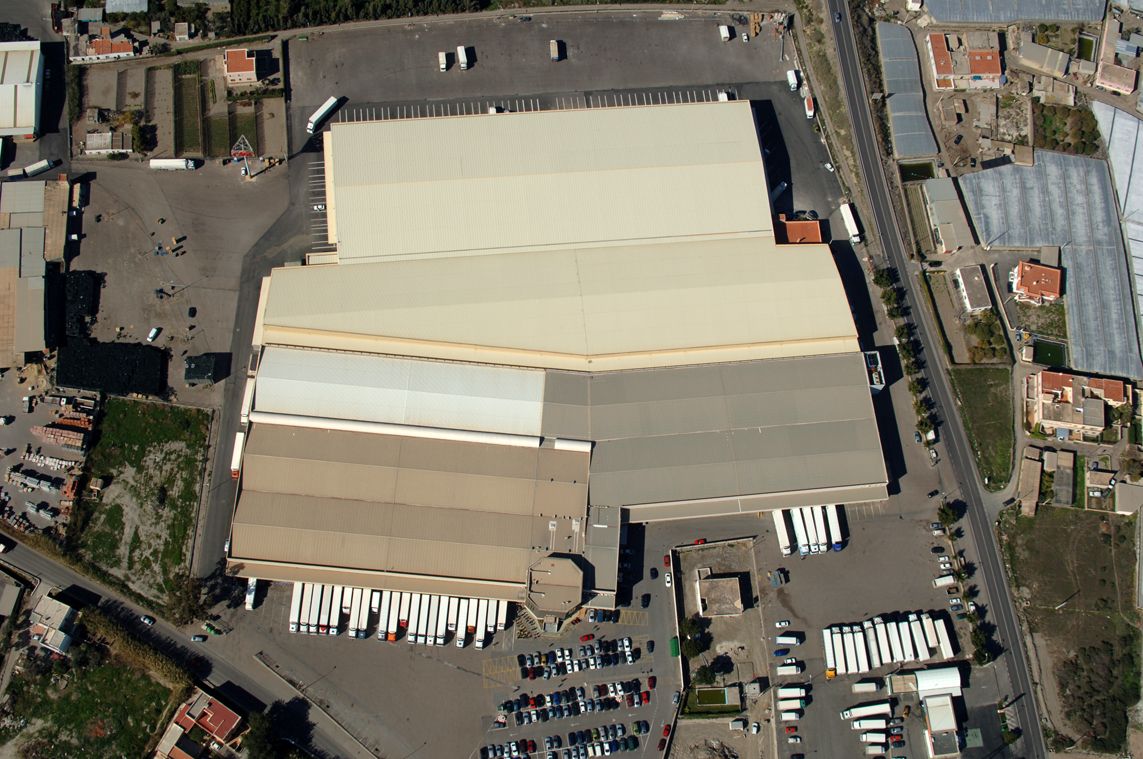
Vista aèria de les instal·lacions de la Cooperativa CASI a Almeria.

Al febrer de 2010 va entrar en vigor un nou reglament de certificació de la marca N d'AENOR per a fruites i hortalisses per a consum en fresc. Aquest reglament descriu el sistema de control de la Norma UNE 155. Aquesta marca garanteix als clients que els productes compleixen uns protocols de qualitat que inclouen les bones pràctiques agrícoles, el respecte al medi ambient, traçabilitat i mesures socials. El compliment de la norma cobreix gairebé tots els requisits que la gran distribució europea exigeix als productors de fruites i hortalisses. Aquestes normes estan homologades amb el protocol GLOBALGAP.
Segons les dades de EXTENDA (Agencia Andaluza de Promoción Exterior), el valor de les exportacions de fruites i hortalisses en l'any 2012 va ascendir a 1.914,1 milions d'euros, un creixement del 9,7% respecte a 2011. Les hortalisses i llegums frescos van aportar 1.665,5 milions. Es van comptabilitzar 359 empreses exportadores, 222 regulars. Aquestes vendes van suposar el 47,3% del total de la comunitat autònoma. Entre els països clients destaquen Alemanya, el 29,7% del total, França, 15%, Països Baixos, 13,1%, Regne Unit, 11,3%, i Itàlia, 7,2%. El segueixen Polònia, Bèlgica, Suècia, Dinamarca i Portugal. Segons la mateixa font, en els primers sis mesos de l'any 2013 les vendes van ascendir a 1.600 milions d'euros, un 14,6% més que l'any anterior.
Entre gener i octubre de 2013 la província va exportar més de 12,8 milions de quilos de plantes vives i flor tallada, un 18,4% més que en el mateix període de 2012. La facturació va ascendir a gairebé 18,7 milions d'euros, un 56% més. Les exportacions de plantes ornamentals van suposar més de 17,8 milions d'euros, un increment del 59% respecte al mateix període de 2012. Els principals països compradors són França, amb un 59,6% de les plantes, Alemanya, amb un 14, 2%, i els Països Baixos, amb un 10, 6%. El segueixen Bèlgica, Portugal, Itàlia, Regne Unit, Estats Units i Marroc.
S'observa cada vegada més l'especialització dels agricultors per un sol producte, així com la concentració de la comercialització del gènere en unes poques empreses de grans dimensions. Les empreses més grans com Agroponiente, Única Group, Cooperativa provincial agraria y ganadera San Isidro (CASI), Alhóndiga La Unión, Agroiris i Vicasol concentren un 35% de la quota de mercat en 2015.

## Control integrat de plagues
En agricultura s'entén com maneig integrat de plagues (MIP) o control integrat/integral de plagues (CIP) a una estratègia que fa servir una gran varietat de mètodes complementaris: físics, mecànics, químics, biològics, genètics, legals i culturals per al control de plagues. Aquests mètodes s'apliquen en tres etapes: prevenció, observació i aplicació. És un mètode ecològic que aspira a reduir o eliminar l'ús de plaguicides i de minimitzar l'impacte al medi ambient. Es parla també de maneig ecològic de plagues (MEP) i de maneig natural de plagues.
Fins a l'any 2015 el 60% de la superfície dedicada als cultius hortícoles de la província utilitzaven tècniques de control biològic de plagues. Els percentatges són superiors en alguns cultius fonamentals com el pebrot, el 100%, i el tomàquet, el 85%. En total, unes 26.600 hectàrees d'hortícoles protegits fan servir aquestes tècniques, quan el 2006 només es feien servir en unes 129.
La Conselleria d'Agricultura i Pesca de la Junta d'Andalusia posa en marxa en 2016 un pla (Compromís Verd) per ampliar fins al 100% aquesta superfície. Per a la Junta aquest és el model que ha d'ampliar les distàncies amb els cultius tradicionals i deixar patent d'una manera definitiva que Almeria produeix amb més qualitat, més traçabilitat i més seguretat alimentària que qualsevol.

### Residus
Les anàlisis realitzades als productes hortícoles indiquen que només en un 0,6% de les mostres apareixen residus de plaguicides, quan la mitjana europea és del 2,8% (cinc vegades més).